# Akito Suzuki
Akito Suzuki (鈴木 章斗?, Suzuki Akito; Osaka, 30 luglio 2003) è un calciatore giapponese, attaccante dello Shonan Bellmare, di cui è capitano.

## Caratteristiche tecniche
È un centravanti.

## Carriera
Cresciuto nei settori giovanili del Diablossa Osaka, del Gamba Osaka e dell'Hannan Daigaku, nel 2022 si trasferisce allo Shonan Bellmare. Esordisce con il club di Hiratsuka il 23 febbraio 2022, nella partita casalinga di Coppa J.League vinta per 3-1 contro l'Avispa Fukuoka, subentrando al 93º minuto di gioco a Shōta Kobayashi. Dalla stagione 2025 sceglie la maglia numero 10 e si aggiudica la fascia da capitano dello Shonan Bellmare.